# Barbara Jones
Barbara Pearl Jones (née le 26 mars 1937 à Chicago) est une athlète américaine spécialiste du 100 mètres.

## Carrière
Sélectionnée à l'âge de quinze ans pour disputer les Jeux olympiques d'été de 1952, à Helsinki, Barbara Jones remporte la médaille d'or du relais 4 × 100 mètres aux côtés de Mae Faggs, Janet Moreau et Catherine Hardy. L'équipe américaine établit un nouveau record du monde de la discipline en 45 s 9 et devance finalement l'Allemagne et le Royaume-Uni. À 15 ans et 123 jours, Barbara Jones demeure la plus jeune championne olympique en athlétisme de l'histoire. En 1955, elle décroche deux médailles d'or lors des Jeux panaméricains de Mexico, sur 100 m et sur 4 × 100 m, titre qu'elle conserve quatre ans plus tard à Chicago. Absente de l'édition de 1956, elle participe aux Jeux olympiques de 1960 où elle s'adjuge un nouveau titre dans l'épreuve du relais 4 × 100 m. L'équipe américaine, composée par ailleurs de Martha Hudson, Lucinda Williams et Wilma Rudolph, devance de trois dixièmes de seconde l'Équipe unifiée d'Allemagne et de cinq dixièmes de seconde la Pologne.

## Palmarès
| Date | Compétition        | Lieu     | Place | Discipline |
| ---- | ------------------ | -------- | ----- | ---------- |
| 1952 | Jeux olympiques    | Helsinki | 1re   | 4 × 100 m  |
| 1955 | Jeux panaméricains | Mexico   | 1re   | 100 m      |
| 1955 | Jeux panaméricains | Mexico   | 1er   | 4 × 100 m  |
| 1959 | Jeux panaméricains | Chicago  | 2e    | 60 m       |
| 1959 | Jeux panaméricains | Chicago  | 1er   | 4 × 100 m  |
| 1960 | Jeux olympiques    | Rome     | 1er   | 4 × 100 m  |